# Турма (приток Улемы)
Турма — река в России, протекает в Тетюшском и Апастовском районах Татарстана. Левый приток Улемы.

## География
Река Турма берёт начало неподалёку от деревни Малое Фролово. Течёт на восток по открытой местности. Устье реки находится в 39 км по левому берегу реки Улема. Длина реки составляет 19 км. Площадь водосборного бассейна — 101 км².

## Данные водного реестра
По данным государственного водного реестра России относится к Верхневолжскому бассейновому округу, водохозяйственный участок реки — Свияга от села Альшеево и до устья, речной подбассейн реки — Волга от впадения Оки до Куйбышевского водохранилища (без бассейна Суры). Речной бассейн реки — (Верхняя) Волга до Куйбышевского водохранилища (без бассейна Оки).
Код объекта в государственном водном реестре — 08010400612112100002751.